# شلی فابارس
شلی فابارس (انگلیسی: Shelley Fabares؛ زادهٔ ۱۹ ژانویهٔ ۱۹۴۴) یک هنرپیشه، و خواننده اهل ایالات متحده آمریکا است. از فیلم‌های او می‌توان به شیفته دخترها، روابط مرگبار و تعقیب آتشین اشاره نمود.